# Władysław Hieronim Sanguszko

Stemma Sanguszko

Il principe Władysław Hieronim Sanguszko (Slavuta, 20 settembre 1803 – Cannes, 15 giugno 1870) è stato un politico polacco.

## Biografia
Era il figlio ultimogenito di Eustachy Erazm Sanguszko, e di sua moglie, Klementyna Czartoryska.

## Carriera
Prese parte alla rivolta di novembre del 1830. Dopo la sconfitta partì per la Galizia, che allora faceva parte dell'Austria-Ungheria, partecipando attivamente alla vita sociale e politica. È stato eletto deputato del Sejm Galiziano e membro della Herrenhaus.
Un grande specialista e amante dei cavalli, ha fondato una grande scuderia per l'allevamento di cavalli arabi. Membro di molte società in Galizia, è stato uno dei fondatori e presidente della Society of Fine Arts Lovers a Cracovia (1854-1869).

## Matrimonio
Sposò il 7 luglio 1829, la principessa Izabela Maria Lubomirska (1808-1890), figlia del ciambellano austriaco e prefetto di Cracovia, il principe Henryk Lubomirski. Ebbero cinque figli:
- Jadwiga Klementyna (1830-1918), sposò il principe Adam Stanisław Sapieha;
- Roman Damian (1832-1917). sposò la contessa Karolina von Thun und Hohenstein;
- Paweł Roman (1834-1876), sposò in prime nozze la contessa Maria von der Borch-Warkland, e in seconde nozze la contessa Georgina Apponyi de Nagy-Appony;
- Helena (1836-1891);
- Eustachy Stanisław (1842-1903), sposò la contessa Konstancja Anna Zamoyska.

## Morte
Morì il 15 giugno 1870 a Cannes. Fu sepolto nella tomba di famiglia nel vecchio cimitero di Tarnów.